# Batina (Sisak-Moslavina)
Batina is een plaats in de gemeente Kutina in de Kroatische provincie Sisak-Moslavina. De plaats telt 215 inwoners (2001).